# Mozaic
Mozaicul este arta de a crea imagini prin asamblarea unor piese mici din sticlă colorată, piatră, gresie sau alte materiale. Mozaicul poate fi considerat o tehnică de artă decorativă, o parte a designului de interior sau un simbol cultural și spiritual (de exemplu, în catedrale). Piese mici, de obicei de formă cubice, de diferite culori și materiale, cunoscute sub denumirea de tesserae (diminutiv tessellae), sunt folosite pentru a crea aceste opere de artă.

## Istorie
Cele mai vechi modele de mozaicuri făcute din diferite materiale au fost găsite în templele din Abra, Mesopotamia, și datează din a doua jumătate a mileniului al treiliea înainte de Hristos. Aceste opere constau într-un amalgam de piese colorate, scoici și fildeșuri. Săpăturile desfășurate la Susa și Chogha Zanbil  au evidențiat apariția primelor dale smălțuite, ce datează din jurul anilor 1500 înainte de Hristos. Totuși, modelele de mozaicuri nu au fost utilizate până în timpul Imperiului Sasanid și al romanilor.
Mozaicuri din secolul al patrulea înainte de Hristos au fost găsite în orașul-palat Aegae, din Macedonia , unde decorau podeaua vilelor elenistice. Altele au mai fost găsite în locuințele din Roma Antică din zona Angliei. Mozaicul Frumoasa din Durrës, descoperit în orașul Durrës din Albania în 1916, este un exemplu rar al expresionismului din Lumea Antică. Podele din mozaicuri splendide au fost descoperite în vilele romane din Africa de Nord, mai exact în Cartagina, și pot fi văzute în colecțiile foarte extinse de artă din Muzeul Bardo din Tunis, Tunisia. În Roma, Nero și arhitecții săi au folosit mozaicurile pentru acoperirea suprafețelor pereților și plafoanelor din renumita clădire  Domus Aurea, construită în anul 64. 
Mozaicurile din Villa Romana del Casale din Sicilia alcătuiesc cea mai mare colecție de mozaicuri din Imperiul Roman târziu, și aparțin Patrimoniului UNESCO. Marea villa rustica, ce a fost probabil a fost deținută împăratul Maximian, a fost construit la începutul secolului al patrulea. Mozaicurile au fost acoperite și protejate timp de 700 de ani de pământul depus în timpul unei alunecări de teren ce a avut loc în secolul al XII-lea. Cele mai importante mozaicuri sunt Scena de circ, Scena Marii Vânători, lungă de 64 de metri, Micul Vânător, Munca lui Hercule și faimoasa Fete în bikini, ce reprezintă fete exersând. Peristilul, apartamentele imperiale și termele au fost decorate, de asemenea, cu mozaicuri mitologice ornamentale. Alte mozaicuri romane valoroase provenite din Sicilia au fost descoperite pe podeaua Pieții Victoria din Palermo. Cele mai importante mozaicuri dintre acestea îl reprezentau pe Orfeu', Vânătoarea lui Alexandru cel Mare și Cele Patru Anotimpuri

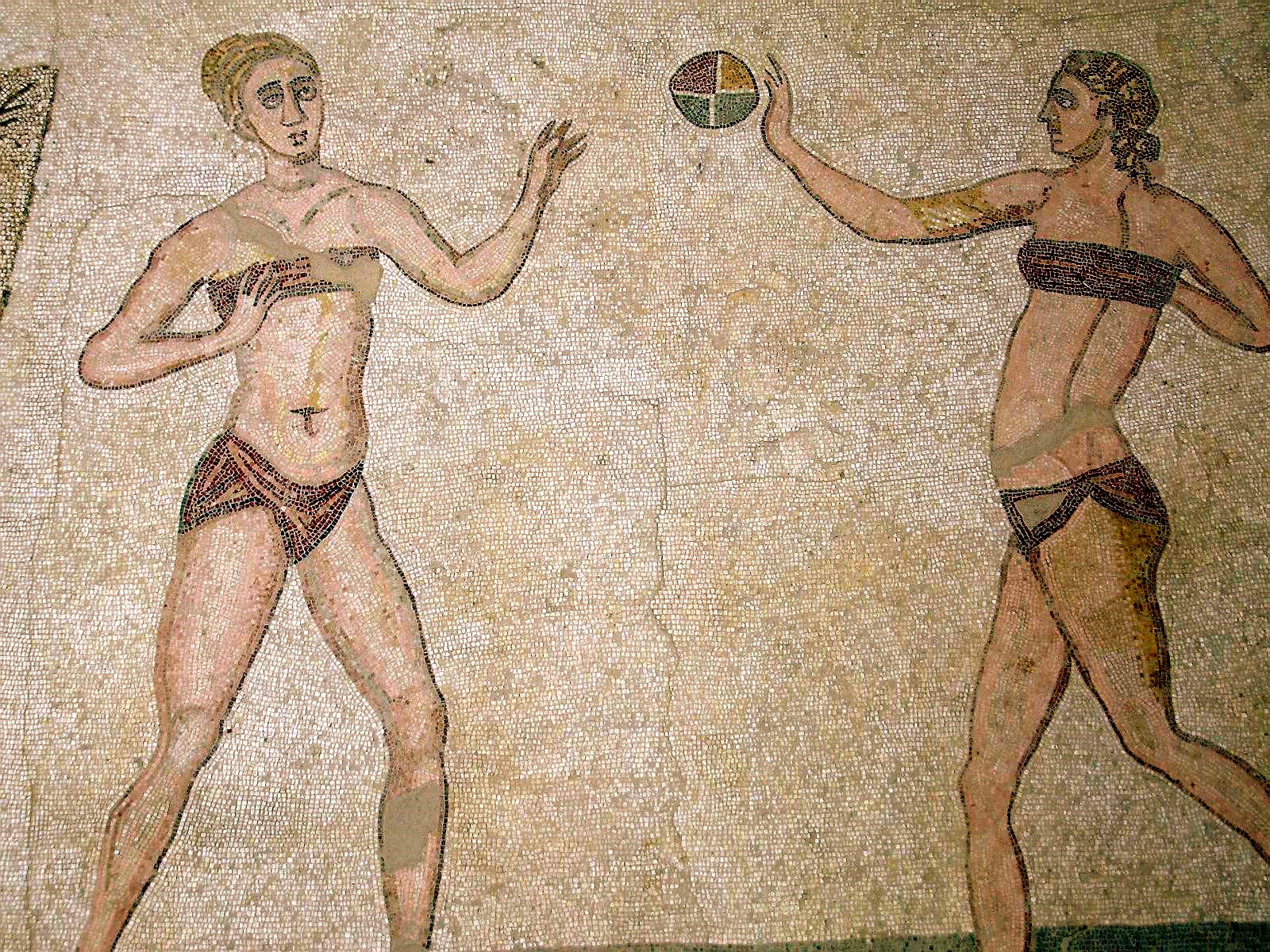
Mozaic cu fete în „bikini, la Villa Romana del Casale din Piazza Armerina

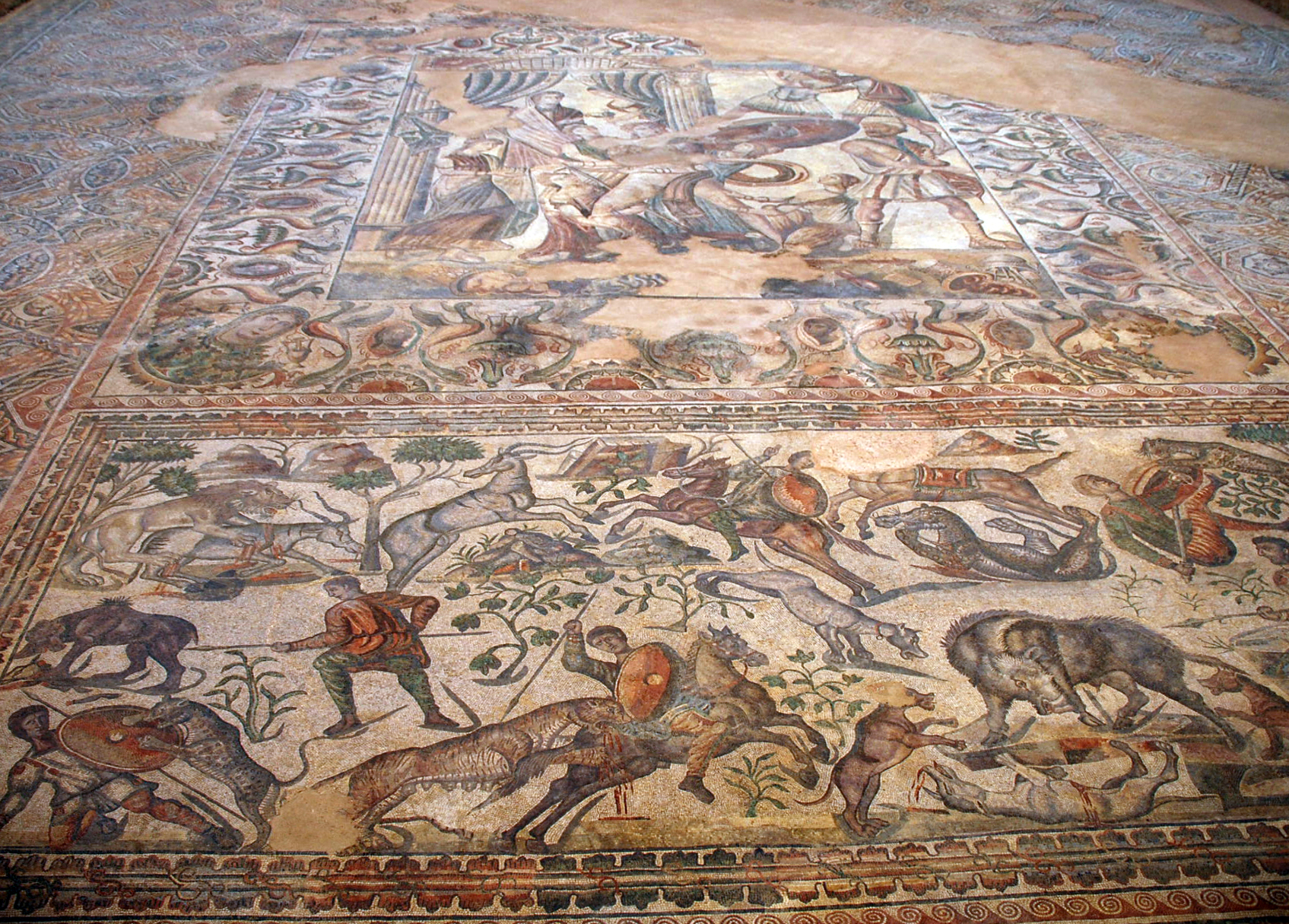
Mozaic roman târziu la Villa Romana La Olmeda (Palencia, Spania)

În 1913, mozaicul Zliten, faimos pentru scenele ce reprezentau lupta gladiatorilor, dar și scene de vânătoare, a fost găsit în orașul Zliten, din Liban. 
În 2000, arheologii ce lucrau în Leptis Magna, din Libia, au descoperit un mozaic lung de 30 picioare în culori vii, făcut cel mai probabil în secolul 1 sau 2 după Hristos. Acesta reprezintă lupta dintre un războinic și un  cerb, patru tineri ce luptă cu un taur sălbatic și un gladiator ce se odihnește, utitându-se uimit la adversarul său mort. Mozaicul decora pereții unei piscine unei camere de baie dintr-o vilă romană.Acest mozaic a fost declarat de către savanți drept unul dintre cele mai bune mozaicuri văzute vreodată – o operă de artă ce se poate compara cu capodopera "Mozaicul lui Alexandru", din 	Pompeii. 
Mozaicurile descoperite recent în Zeugma, Commagene, sunt, de asemenea, foarte frumoase și expresive.

### Mozaicul Creștin

#### Arta Creștină timpurie

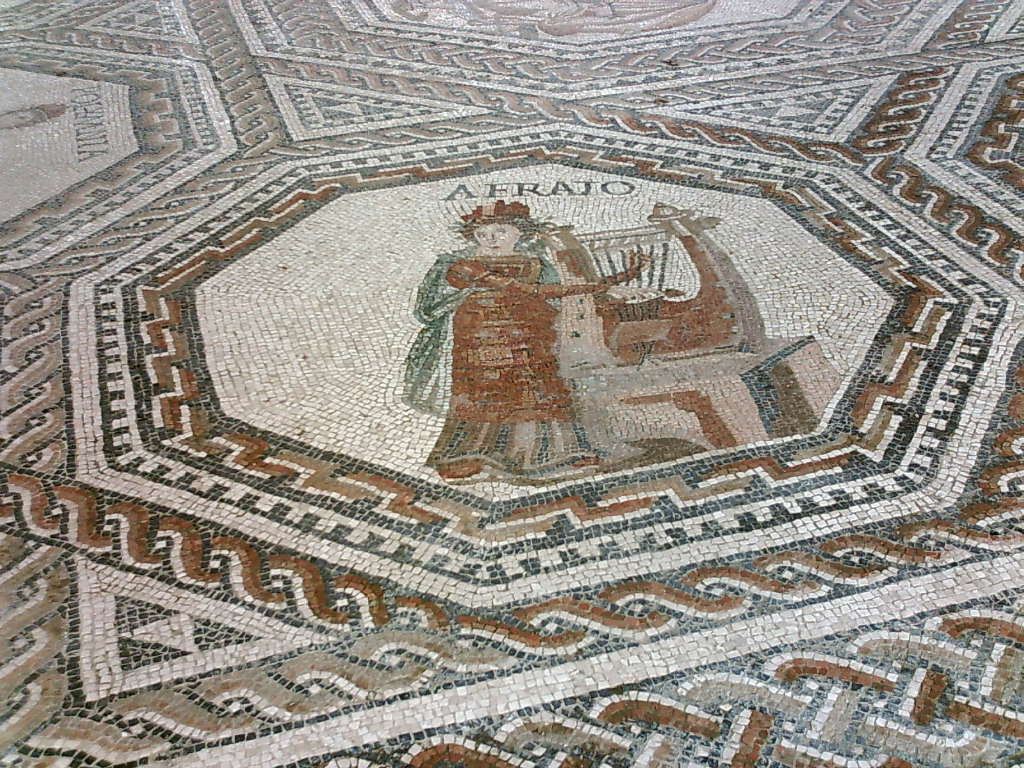
Mozaic de paviment

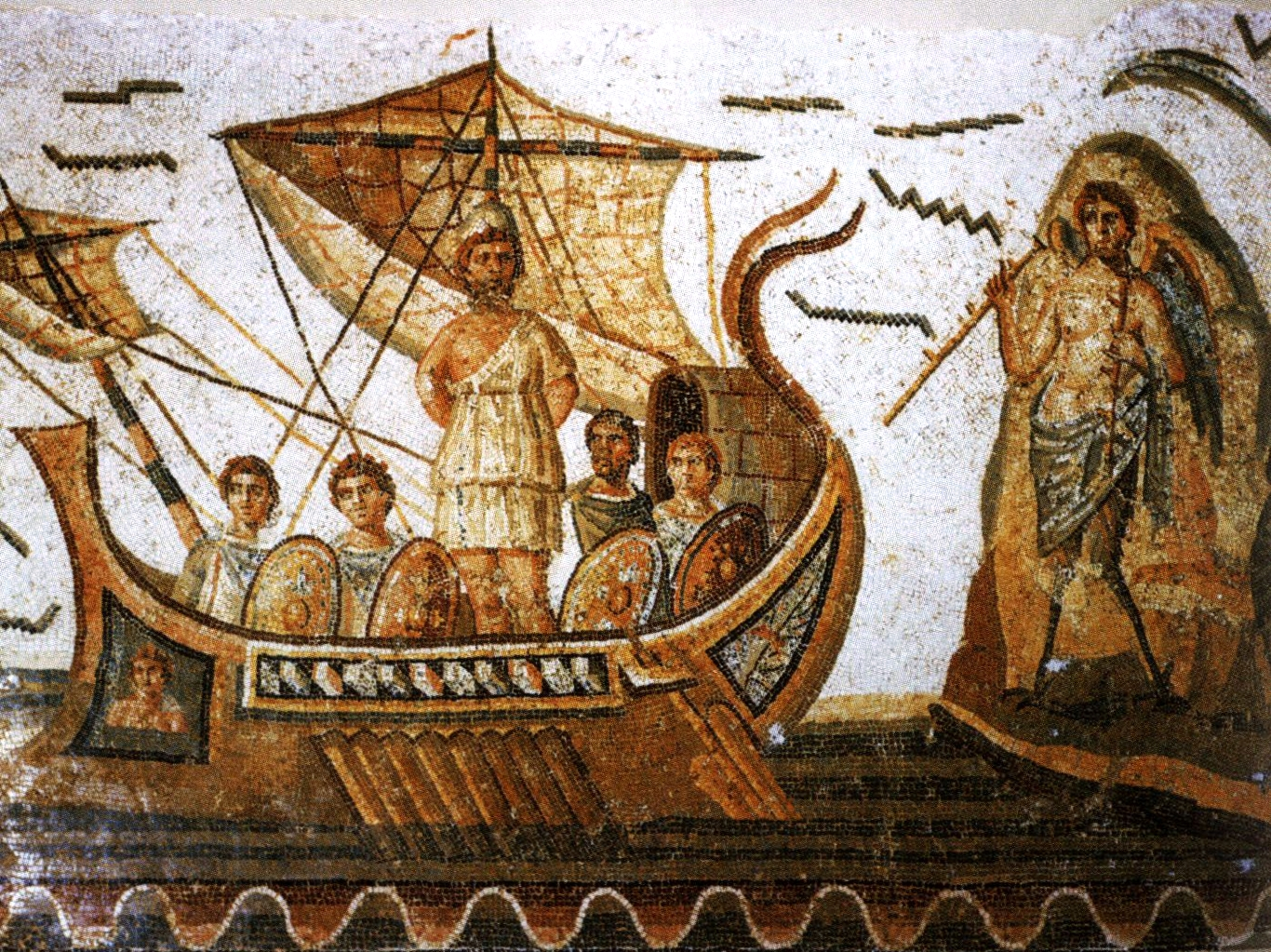
Mozaic mural roman, din sec. 3 î.e.n., reprezentându-l pe Odiseu

Mozaic se numește o lucrare de tehnică decorativă, care constă în ansamblarea artistică a unor bucăți mici de marmură, de ceramică, de sticlă, de smalț sau de alte materiale, de diferite culori, lipite între ele cu mortar sau cu mastic, care formează figuri geometrice, flori, imagini cu reprezentări zoomorfe sau antropomorfe etc. Pe lângă calitățile artistice, mozaicul are o mare rezistență la umezeală și la uzură.
Cele mai vechi mozaicuri, păstrate din antichitate, provenind din Mesopotamia, unde erau făcute din bucăți mici de piatră fină, și din Egiptul Antic, se împart în două mari categorii:
- mozaicuri de paviment, precum cel găsit la Pella, vechea capitală a Macedoniei și loc de naștere al lui Alexandru cel Mare.
- mozaicuri murale, multe din ele fiind descoperite în ruinele orașului Pompeii acoperite cu cenușă vulcanică.
- La Constanța, a fost descoperit, în anul 1959, un impresionant edificiu roman cu mozaic, pe amplasamentul anticului port Tomis.
- La Devnea, în apropiere de Varna, au fost descoperite mozaicuri de paviment existente în vechiul oraș întemeiat de împăratul Traian, Marcianopolis și păstrate în Muzeul cu mozaicuri din oraș.

O deosebire esențială între tipurile de mozaicuri constă și în subiectele tratate:
- Mozaicurile bizantine, ca și întreaga artă bizantină, se axează pe reprezentări religioase, de icoane.
- Mozaicurile islamice, ca și întreaga artă islamică, unde Coranul interzice reprezentările umane sau animaliere, se bazează pe motive geometrice complexe, arabescuri inspirate de formele vegetale și inscripții caligrafice, asociate cu cadre ornamentale.

La începutul secolului XX, curentul Art Nouveau a redescoperit mozaicul, pe care l-a adaptat noului stil artistic.

## Galerie de imagini

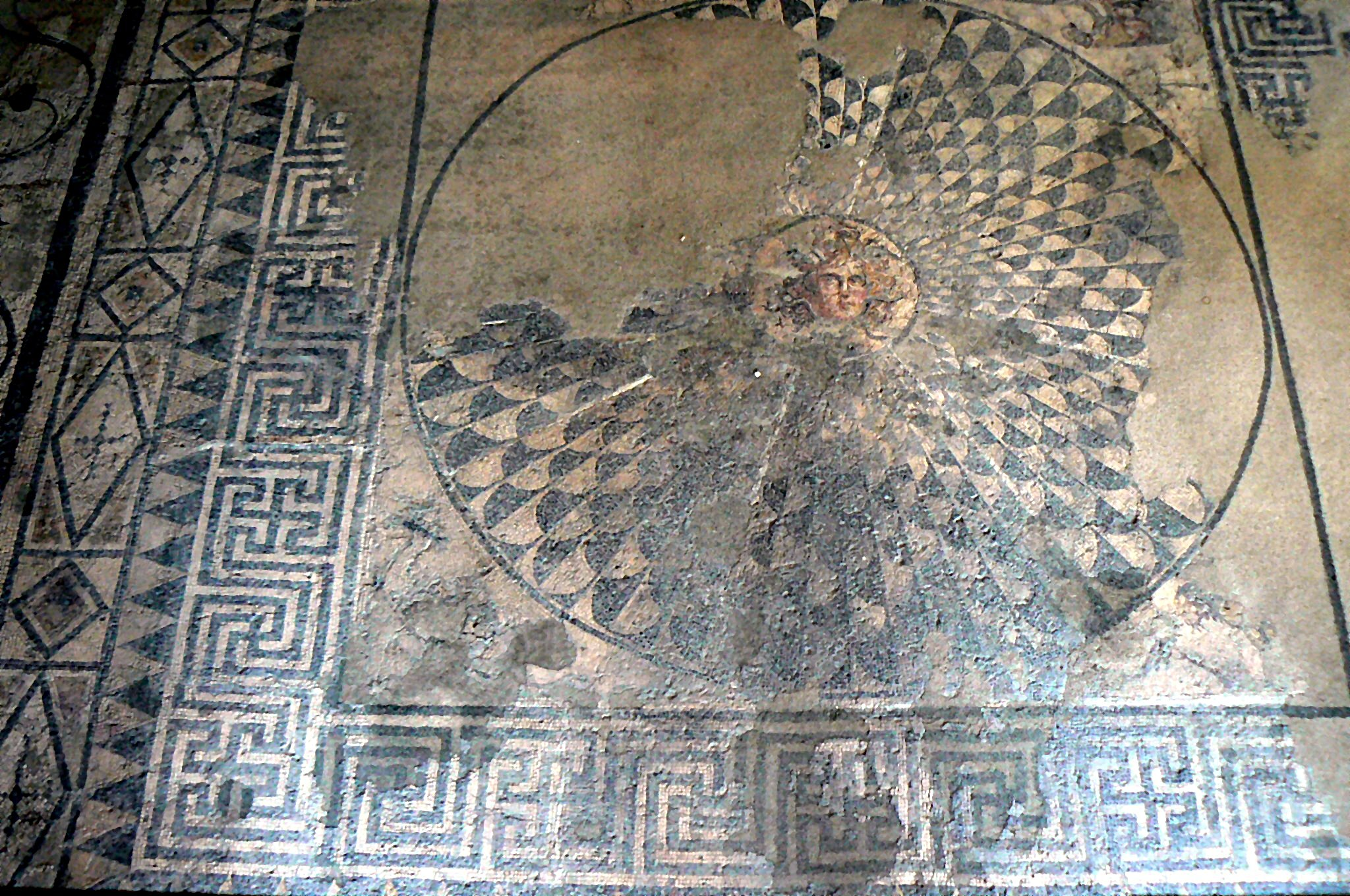
Mozaic ilustrând-o pe Medusa, la Marcianopolis, azi în Muzeul cu mozaicuri din Devnea, Bulgaria
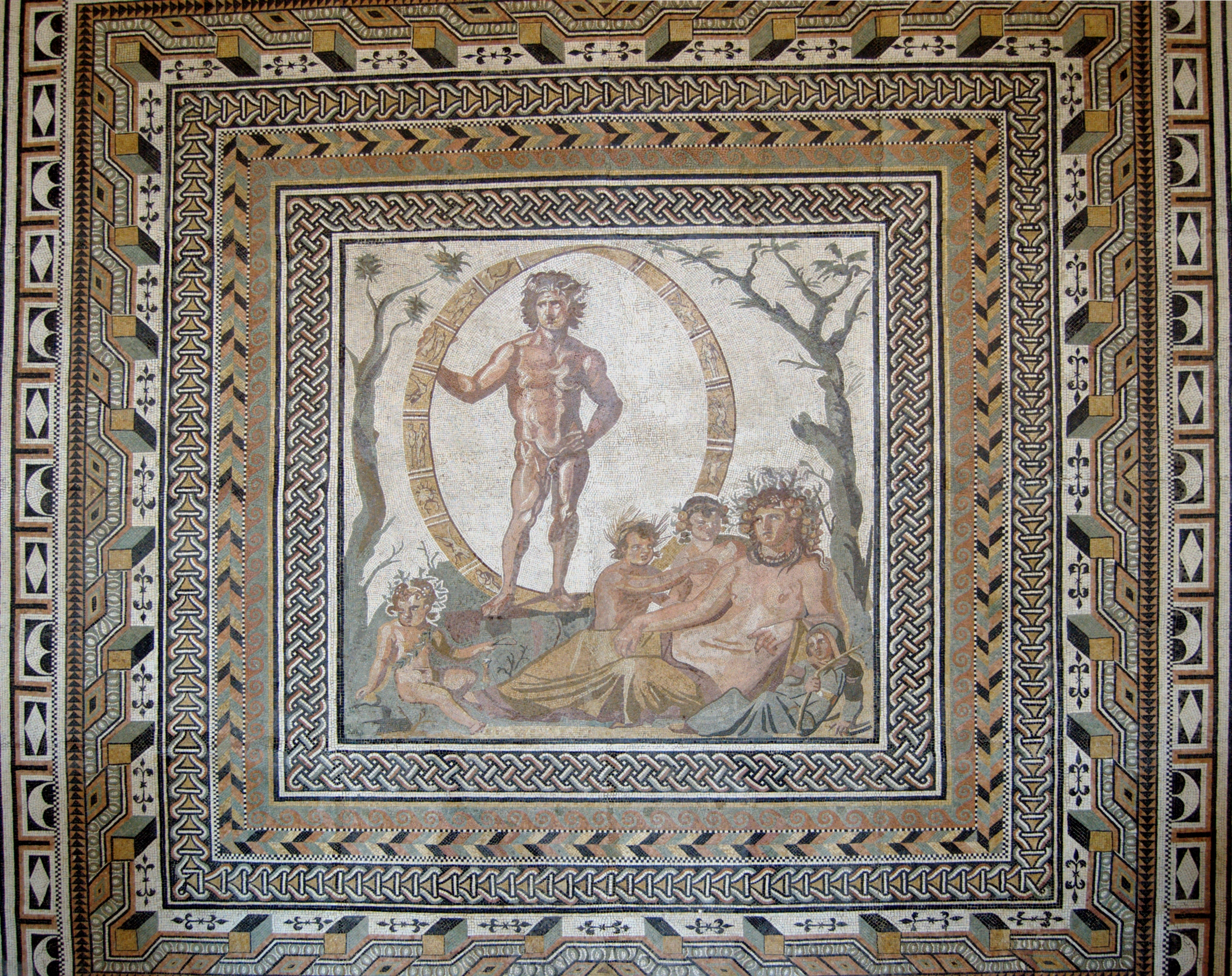
Mozaic roman (200-250 d.Hr.) din Sentinum[5], păstrat în Gliptoteca de la München
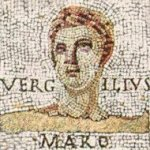
Portretul poetului Publius Vergilius Maro: mozaic roman păstrat în Landesmuseum din Trier, Germania
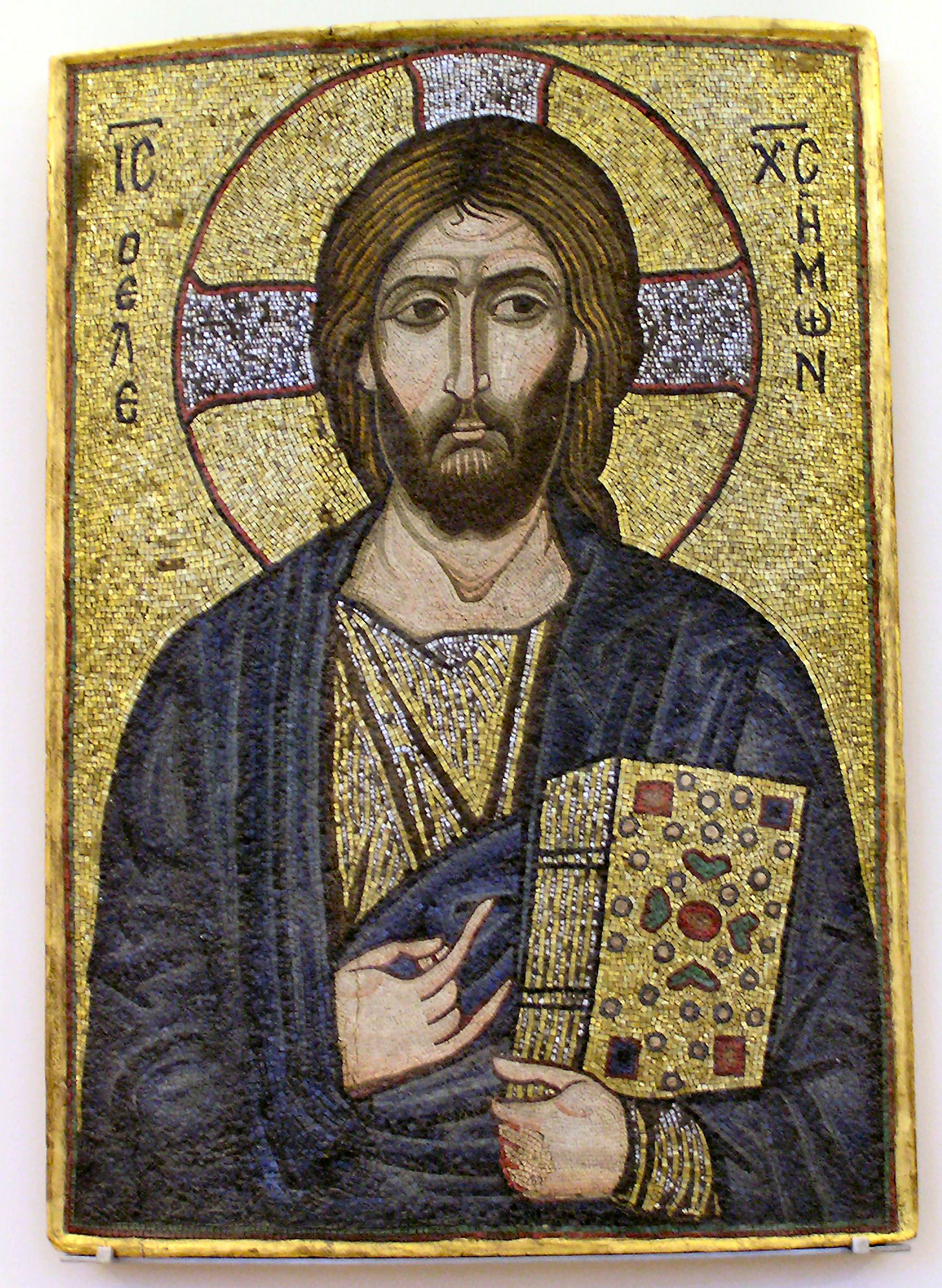
Icoană bizantină în mozaic, păstrată în Bode-Museum[6], Berlin
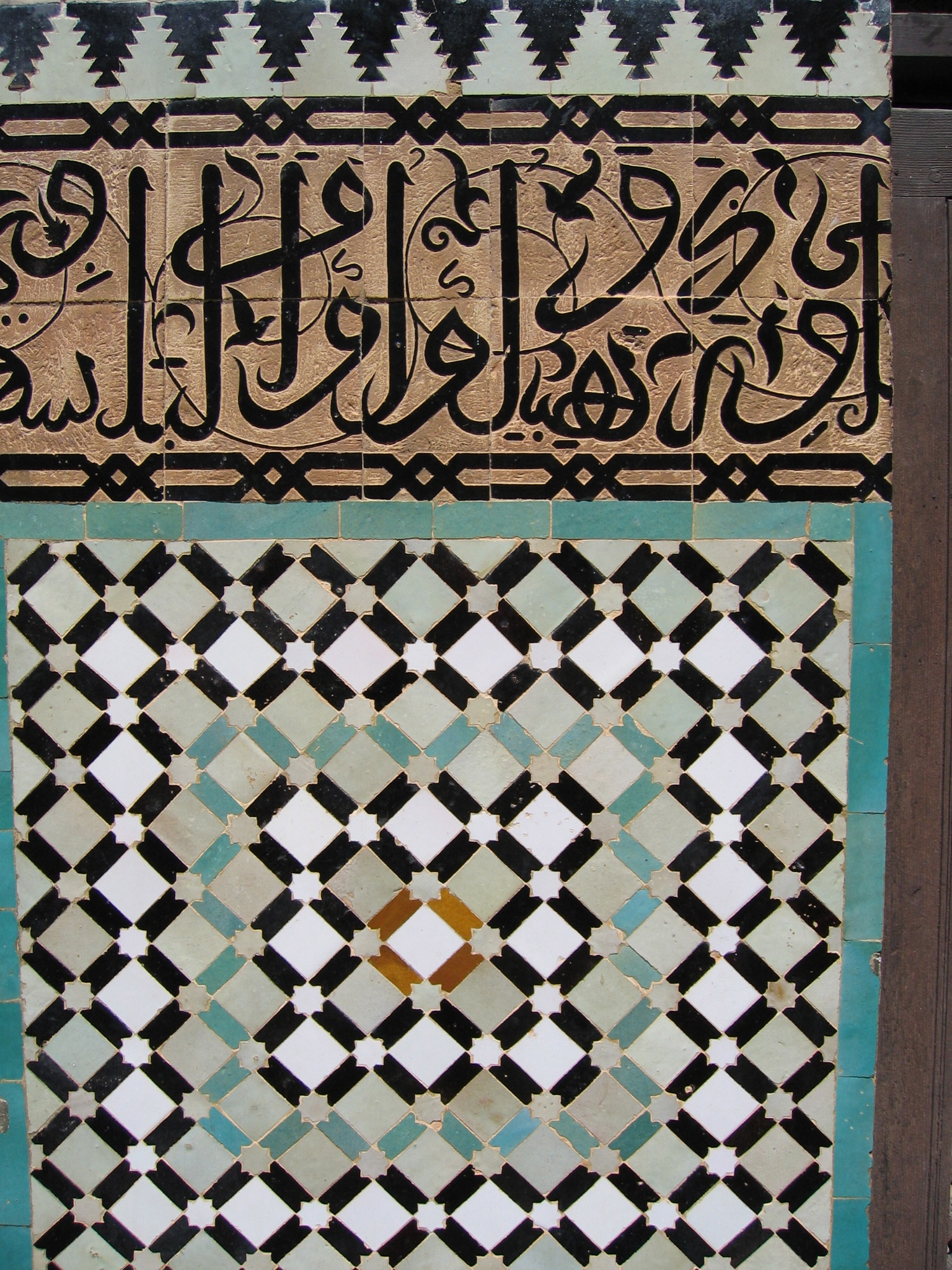
Mozaic islamic, cu inscripţii caligrafice şi motive geometrice
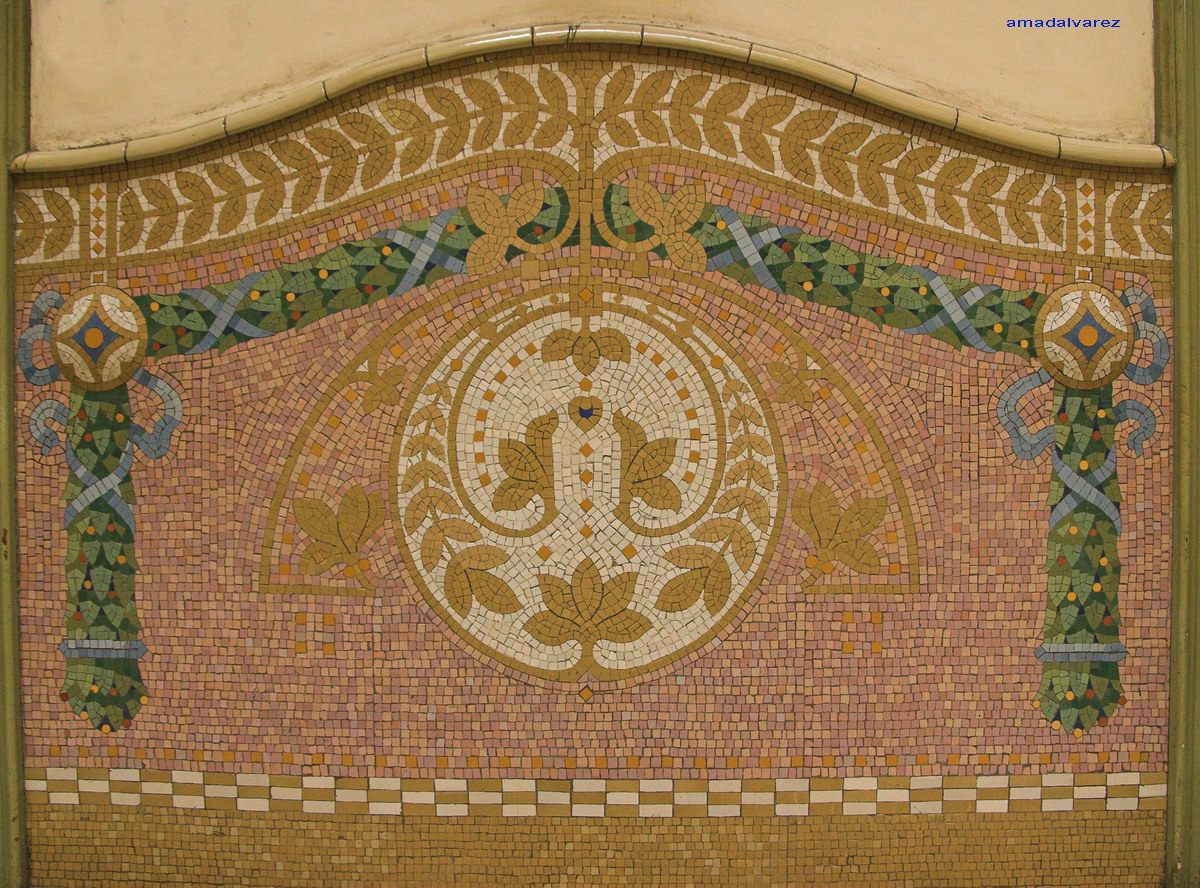
Mozaic în stilul Art Nouveau
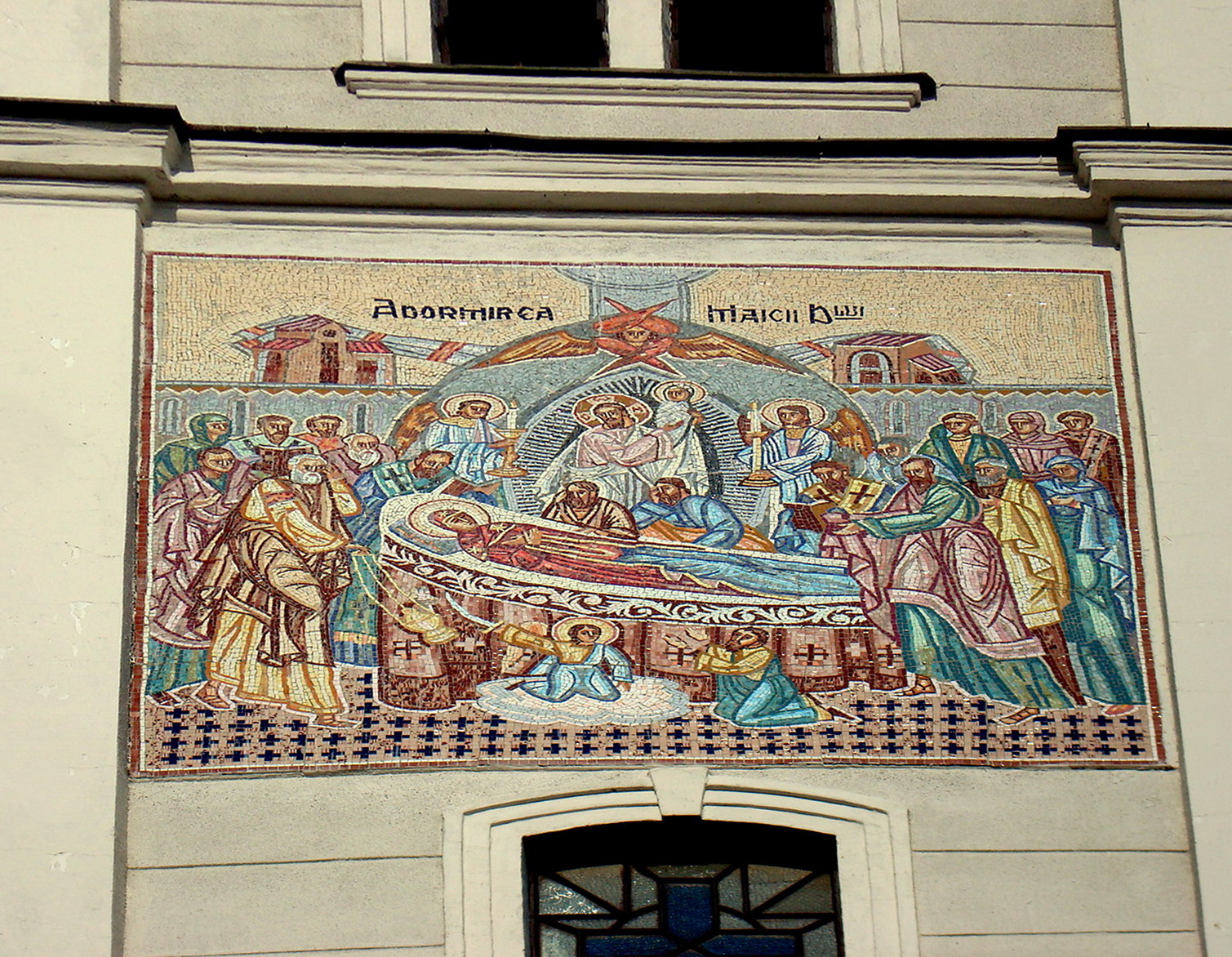
Biserica Rățeștilor (Str.Gh.Lazăr nr.19 din Turda)
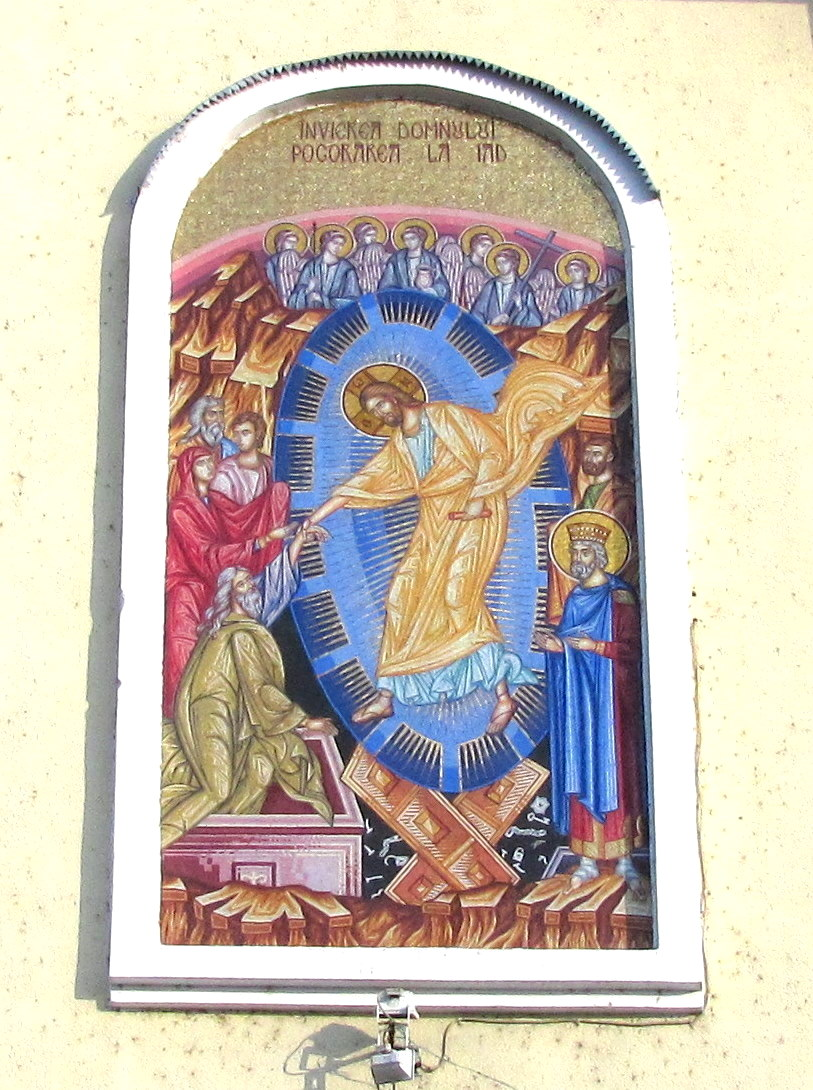
Biserica Ortodoxă „Invierea Domnului” Mozaic deasupra intrării (Calea Victoriei,nr.31 din Turda)
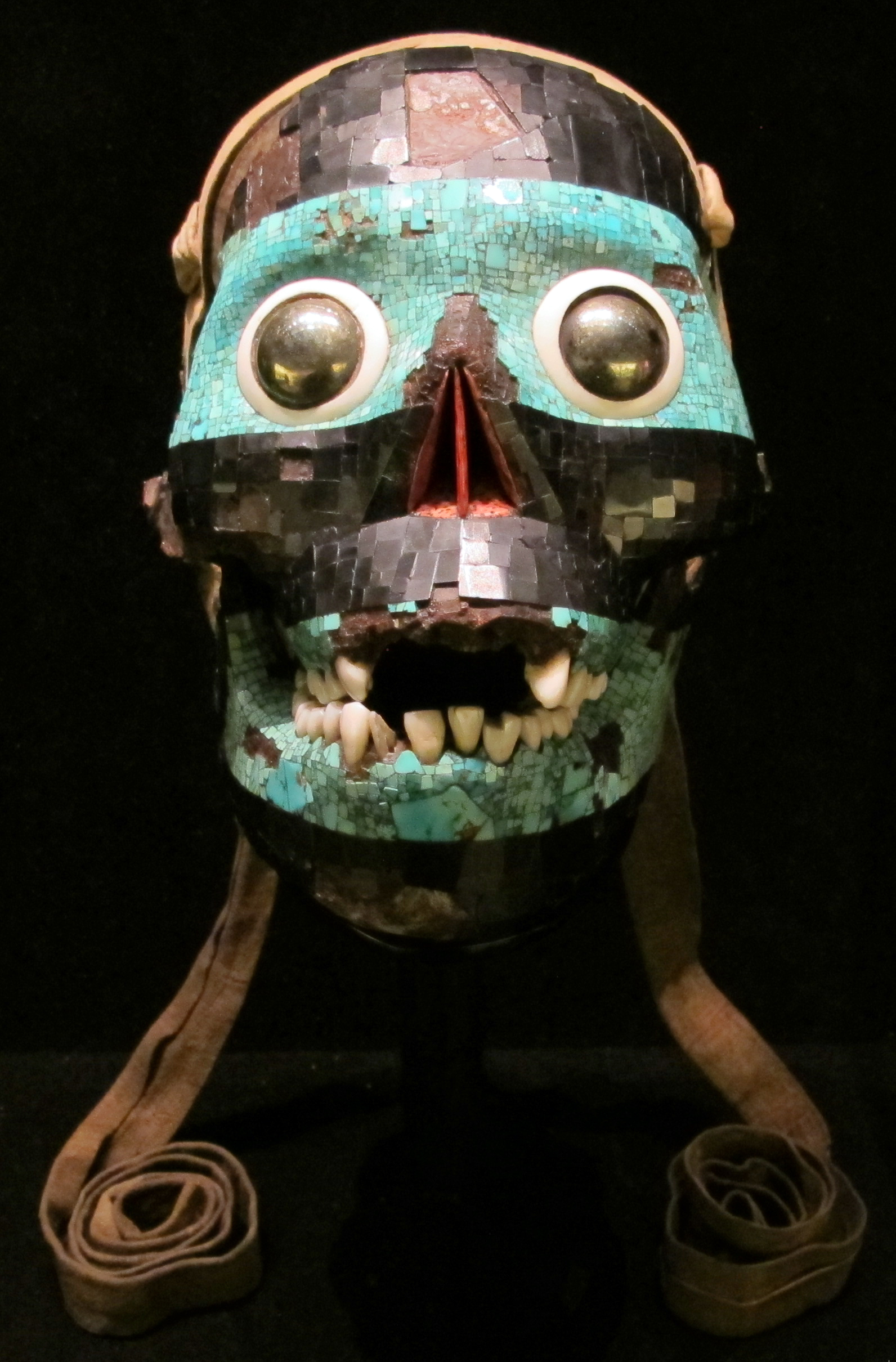
„Masca lui Tezcatlipoca”,
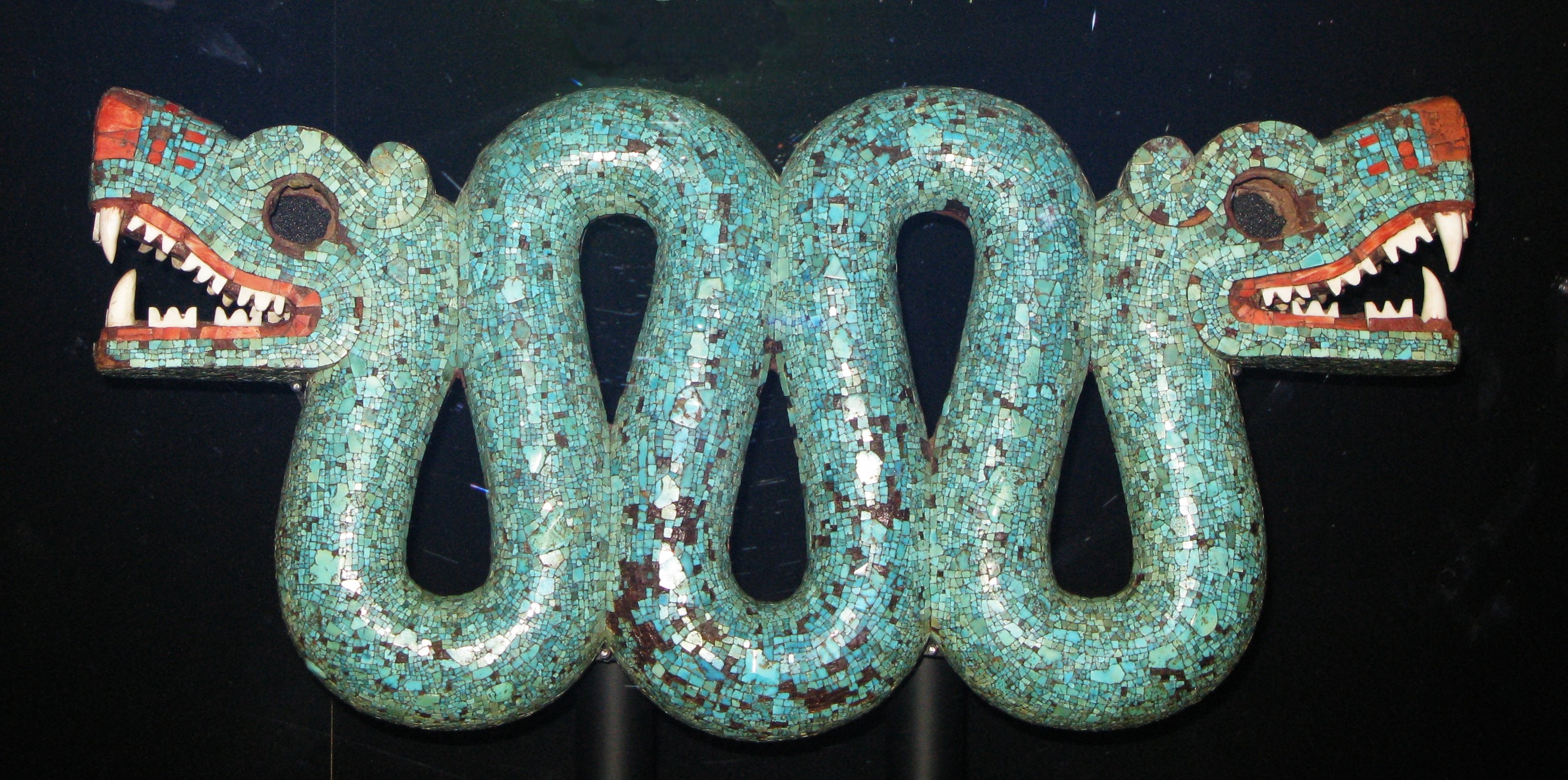
„Șarpele aztec cu două capete”
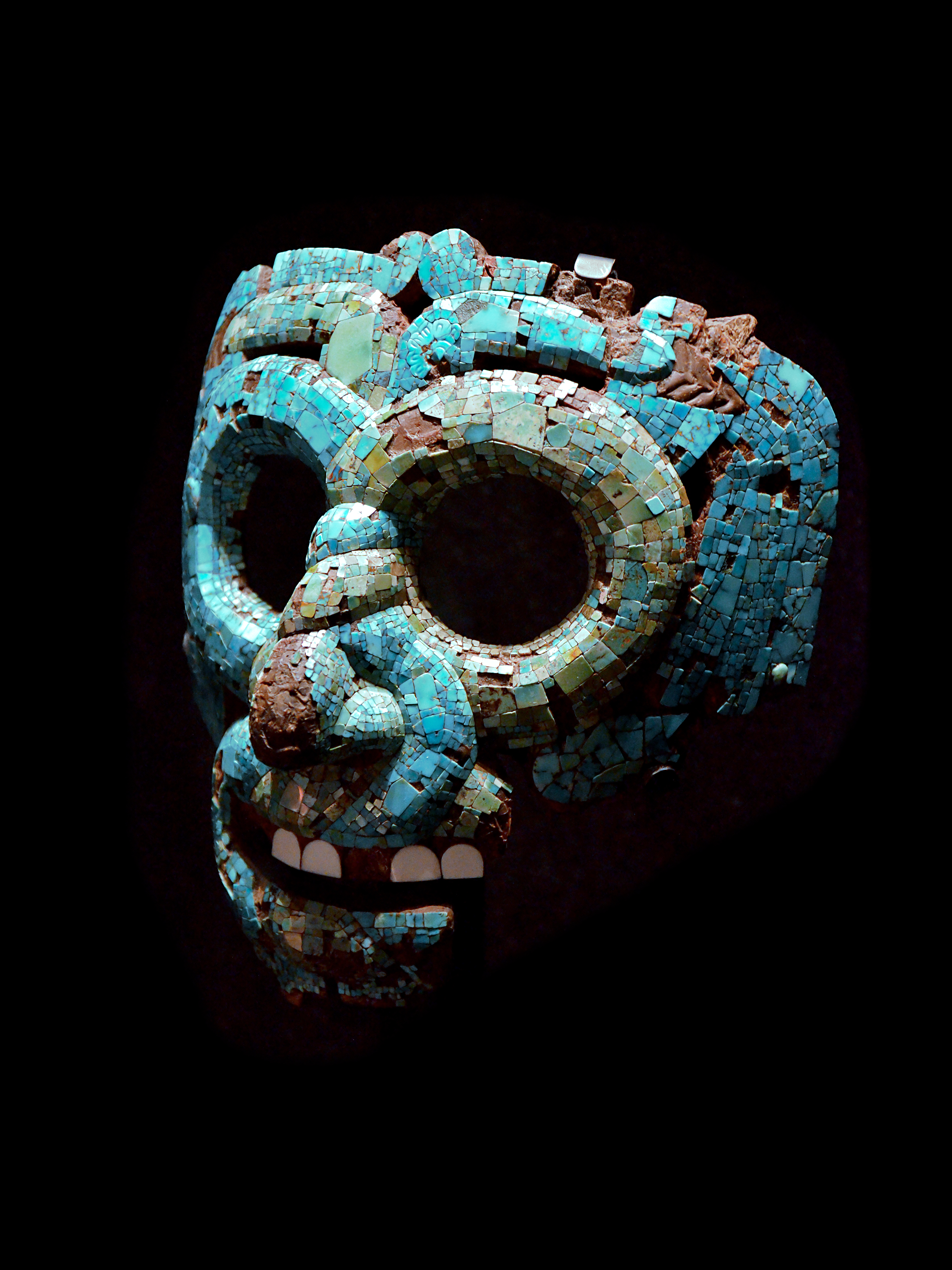
„Masca lui Tlaloc sau Quetzalcoatl”
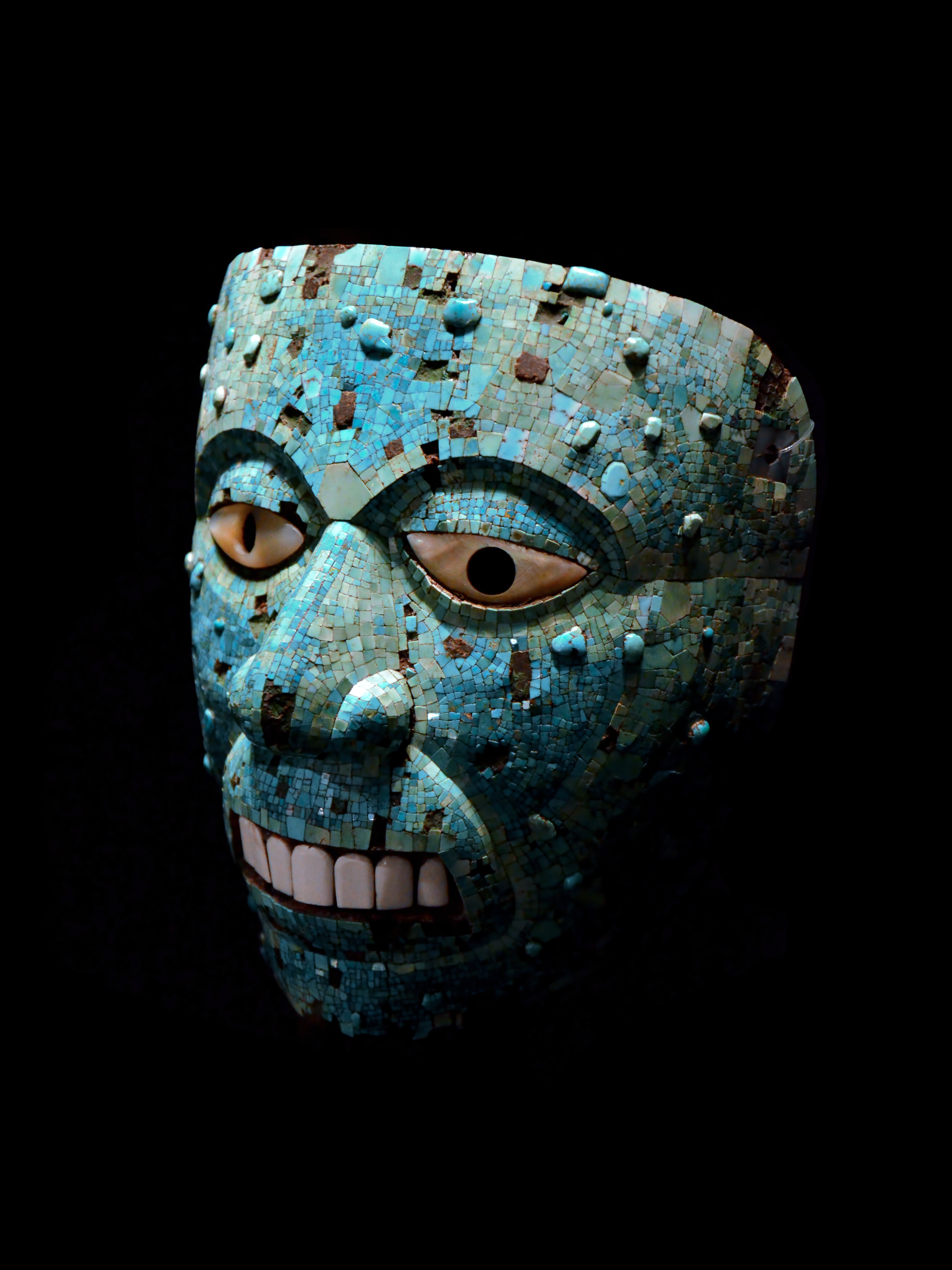
„Masca lui Xiuhtecuhtli”
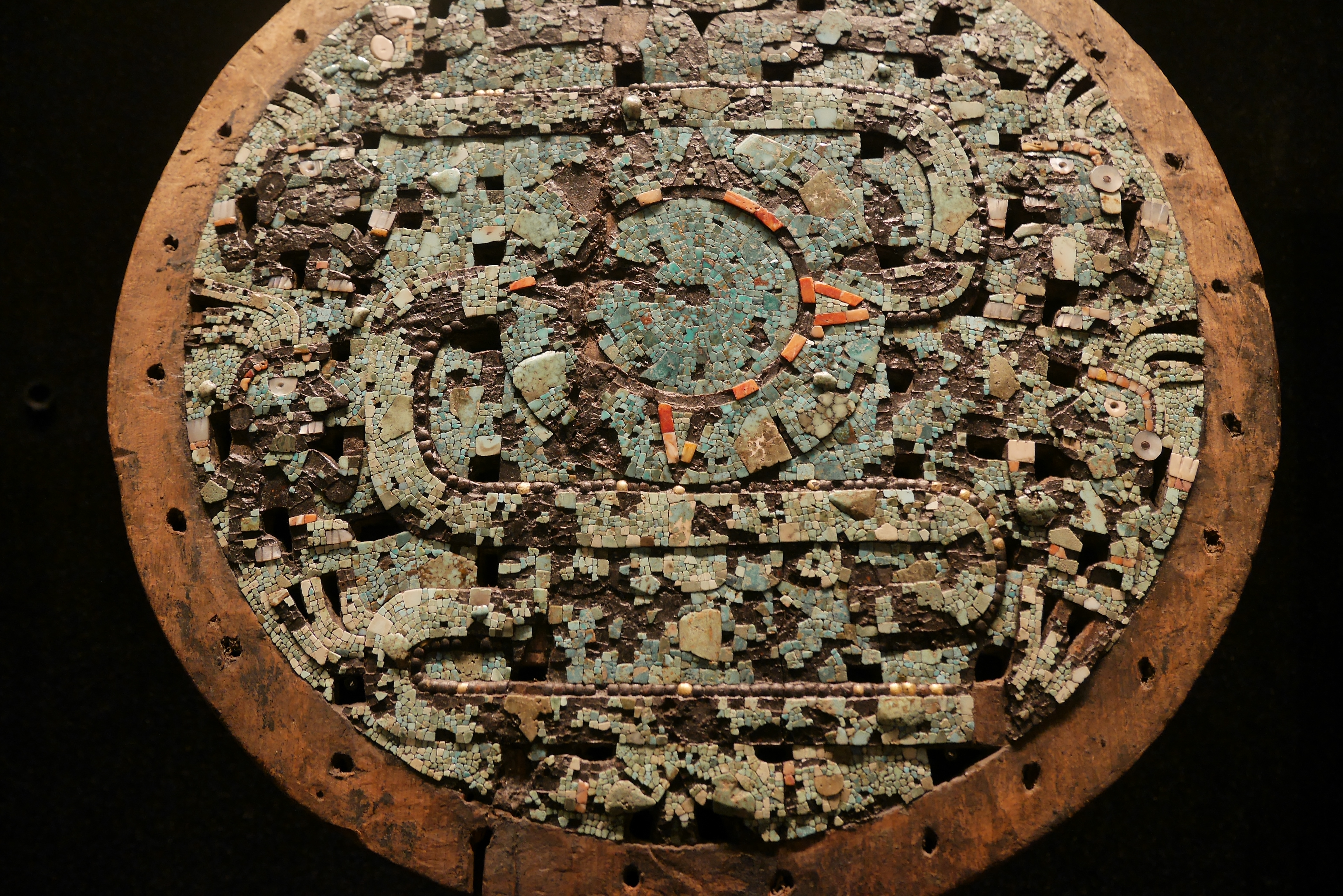
„Scutul mixtec sau aztec”
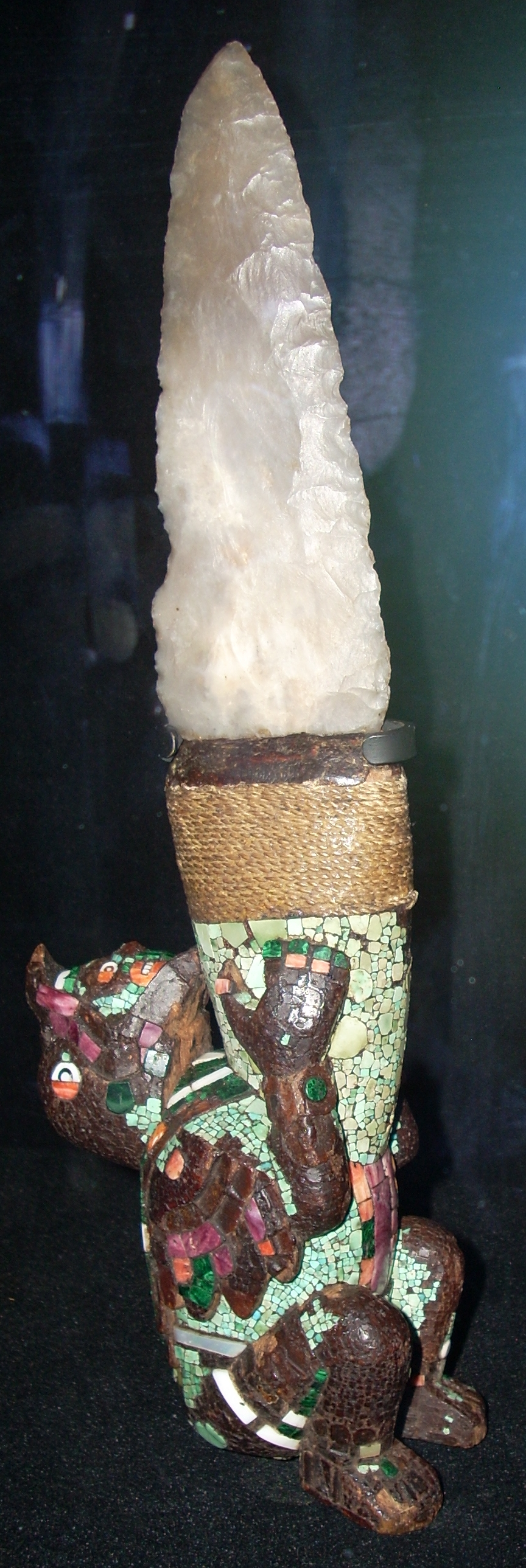
„Cuțitul aztec cu mozaicuri”